# إلواد إلمان
إلواد إلمان(بالصومالية: Ilwaad  Elman) هي ناشطة حقوق اجتماعية كندية من أصول صومالية. تعمل في مركز إلمان للسلام و حقوق الإنسان في مقديشو وهي مؤسسة غير حكومية. جنبًا إلى جنب مع والدتها فارتوون عدن، حصلت على جائزة الشخصية الشابة الإفريقية في العام خلال حفل توزيع جوائز الشباب الأفريقي لعام 2016.

## النشأة
ولدت إلواد بين عامي 1989 و 1990 في عاصمة الصومالية مقديشو،  وهي واحدة من أربع بنات، 
هي ابنة رائد الأعمال الراحل وناشط السلام إلمان علي أحمد والناشطة الاجتماعية فارتوون آدم.  كان والدها من نشطاء السلام المتحمسين في التسعينيات، حيث صاغ الشعار الشهير في الصومال "ارمي البندقية، التقط القلم". اغتيل عام 1996 بسبب عمله في مجال حقوق الإنسان وهو معروف حتى يومنا هذا باسم أبو السلام الصومالي.
عادت إلواد من كندا إلى الصومال في عام 2010 بينما كان الصراع لا يزال محتدماً وفقدت غالبية مقديشو ومناطق جنوب وسط الصومال لسيطرة جماعة إرهابية المرتبطة بالقاعدة. بقيت في الصومال منذ ذلك الحين، جنبًا إلى جنب مع والدتها فرتون آدم، شاركت في تأسيس أول مركز لأزمات الاغتصاب للناجيات من العنف الجسدي والعنف القائم على النوع الاجتماعي، وتصميم تدخلات تهدف إلى إصلاح قطاع الأمن لخلق مساحة شاملة للنساء في بناء السلام، وتطوير البرامج لنزع سلاح الأطفال الجنود والبالغين المنشقين عن الجماعات المسلحة وإعادة تأهيلهم من أجل تمكينهم الاجتماعي والاقتصادي وإعادة تأهيلهم وإعادة إدماجهم.

## الحياة المهنية والجوائز
تكريما لوالدها الراحل، أنشأت مع والدتها فرتون آدم مركز إلمان للسلام في مقديشو. تعمل أمها كمديرة تنفيذية للمنظمة غير الحكومية، بينما تعمل  إلواد جنبًا إلى جنب مع والدتها حيث تعمل كمديرة للبرامج والتنمية وهي مسؤولة أيضًا عن تصميم والإشراف على برامج مركز إيلمان للسلام وحقوق الإنسان مع التركيز على مجموعة واسعة من المشاريع حقوق الانسان عدالة النوع الاجتماعي حماية المدنيين السلام والأمن المشاريع الاجتماعية
في عام 2013، ظهرت إلمان أيضًا في الفيلم الوثائقي "طريق النار"، جنبًا إلى جنب مع حواء عبدي وإدنا آدم إسماعيل.
كما ظهرت أيضًا في فيلم الحياة من مقديشو لعام 2014، والذي يركز على مهرجان مقديشو للموسيقى و السلام في مارس 2013.في عام 2020 كانت إلواد في قائمة مرشحى جائزة نوبل للسلام.
بالإضافة إلى واجباتها في المركز، إلواد هي مناصرة لمبادرة مؤسسة كوفي عنان الأخيرة المسماة 'معا للغاية، حيث تعمل هي و 9 قادة شباب آخرين تحت إشراف السيد كوفي عنان على منع التطرف العنيف من خلال إلهامهم ، إشراك الشباب وتمكينهم على الصعيد العالمي
بالإضافة إلى ذلك، اشتغلت إلواد مع مجلس الأمن التابع للأمم المتحدة على مناقشة حماية المدنيين في عام 2015؛ كانت هذه هي المرة الأولى التي يُدعى فيها ممثل المجتمع المدني للتحدث حول هذه القضية أمام مجلس الأمن، وكذلك المرة الأولى التي تركز فيها المناقشة المواضيعية السنوية على تمكين المرأة ومشاركتها. شاركت لاحقًا في كتابة أجندة عمل الشباب بشأن مكافحة التطرف العنيف والتي تم الاستشهاد بها في قرار مجلس الأمن التاريخي رقم 2250 بشأن الشباب والسلام والأمن. أغسطس 2016، تم تعيين إيلواد من قبل الأمين العام للأمم المتحدة بان كي مون مستشارًا خبيرًا في مجال الشباب والسلام والأمن وكُلف بتقديم المشورة بشأن دراسة لتطوير استراتيجية بشأن قرار مجلس الأمن رقم 2250.
كانت إلواد في الخطوط الأمامية للنزاع وفي كثير من الأحيان في مواجهة حالات انعدام الأمن الشديدة؛ واصلت إلواد ابتكار جهود المناصرة التي يبذلها المركز الأوروبي لحقوق الإنسان. من خلال التأثير المشترك للتدخلات البرامجية على مستوى القاعدة الشعبية التي تصممها وكذلك مناصرتها العالمية؛ لقد أثارت حركات وطنية داخليًا وحظيت باهتمام دولي خارجي للتوصل إلى حلول دائمة للمعاناة الإنسانية والأزمة التي طال أمدها في الصومال. وحصلت على جائزة إحدى أكثر النساء إلهاما في قائمة 100 امرأة (بي بي سي) لعام 2020 ا